# Юліан Рамач

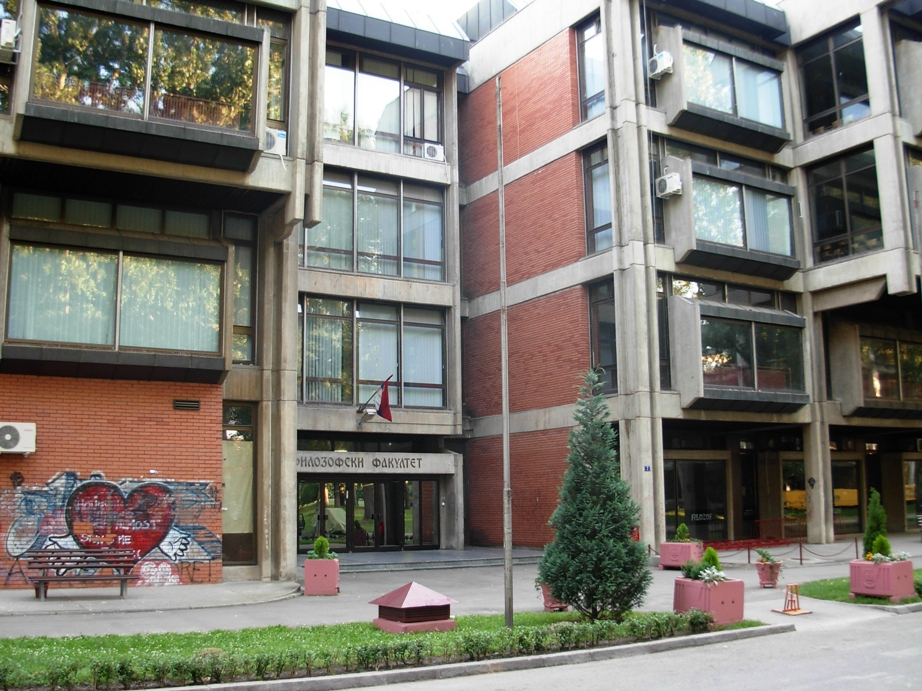
Философський факультет в Новосадському університеті

Юліан Рамач (серб. Јулијан Рамач, 12 грудня 1940, Руський Крстур, Воєводина, Югославія) — мовознавець, професор Новосадського університету, відомий славіст-лексикограф, перекладач і громадський діяч войводинської русинської меншини.

## Біографія
Закінчив гімназію у Новому Саду (1959), потім вивчав слов'янські мови у Белградському університеті (1959—1963), де 1981 р. захистив магістерську дисертацію на тему русинської лексики. Розвиваючи матеріали тієї дисертації, 1983 р. написав підручник Руска лексика. Був першим співпрацівником програми вивчення русинської мови та літератури в Новосадському університеті, де з часом відкрилася кафедра русинської мови та літератури, на якій він викладав. 1988 р. отримав ступінь доктора філософії (1988) і професора (1999). Зараз на пенсії, але продовжує наукову працю.

## Наукова праця
Юлиан Рамач є автором понад 100 наукових праць з лінгвістики, які головним чином стосуються упорядкування бачванського діалекту русинскої мови. Першю працю опубліковано 1975 р. Найважливіші публікації: Руска лексика (1983), Фразеологични сербо-хорвато-руски словнїк (1987, співавтор), Практична стилистика (1996). Був головним редактором и упорядником двох фундаментальних словників, підготовлених колективом авторів: Сербско-руски словнїк, 1995—1997 и Руско-сербски словнїк, 2010